# Tanghui (sockenhuvudort i Kina, Zhejiang Sheng, lat 30,79, long 120,77)
Tanghui är en sockenhuvudort i Kina. Den ligger i provinsen Zhejiang, i den östra delen av landet, omkring 84 kilometer nordost om provinshuvudstaden Hangzhou. Antalet invånare är 31 803. Befolkningen består av 14 187 kvinnor och 17 616 män. Barn under 15 år utgör 9,0 %, vuxna 15-64 år 86 %, och äldre över 65 år 4,0 %.
Runt Tanghui är det tätbefolkat, med 849 invånare per kvadratkilometer. Närmaste större samhälle är Jiaxing, 5,2 km söder om Tanghui. Trakten runt Tanghui består till största delen av jordbruksmark.
Genomsnittlig årsnederbörd är 1 712 millimeter. Den regnigaste månaden är juni, med i genomsnitt 277 mm nederbörd, och den torraste är november, med 65 mm nederbörd.